# Банджармасин (алмаз)
«Банджармасин» (алмаз) (англ. Banjarmasin) масою 70,00 каратів знайдено 1836 р. в Індонезії. Огранено в квадратну форму масою 57,1 карати. Належав султану Банджармасину (царство на острові Борнео. Знаходиться у Rijksmuseum (Амстердам).